# Giro de Toscana 2019
La 91.ª edición de la clásica ciclista Giro de Toscana (nombre oficial: Giro della Toscana-Memorial Alfredo Martini) se celebró en Italia el 18 de septiembre de 2019 sobre un recorrido de 204,4 kilómetros con inicio y final en la ciudad de Pontedera.
La carrera hizo parte del UCI Europe Tour 2019, dentro de la categoría 1.1, y fue ganada por el italiano Giovanni Visconti del Neri Sottoli-Selle Italia-KTM. El colombiano Egan Bernal del Team INEOS y el ruso Nicolai Cherkasov del Gazprom-RusVelo, segundo y tercer clasificado respectivamente, completaron el podio.

## Equipos participantes
Tomaron parte en la carrera un total de 20 equipos, de los cuales 4 fueron de categoría UCI WorldTeam, 11 de categoría Profesional Continental, 3 de categoría Continental y 2 selecciones nacional, quienes formaron un pelotón de 134 ciclistas de los que terminaron 64. Los equipos participantes fueron:
| WorldTeams (4)- Astana - Bahrain-Merida - Ineos - UAE Team Emirates Equipos continentales profesionales (11)- Androni Giocattoli-Sidermec - Arkéa-Samsic - Bardiani CSF - Caja Rural-Seguros RGA - Cofidis, Solutions Crédits - Delko-Marseille Provence - Gazprom-RusVelo - Israel Cycling Academy - Neri Sottoli-Selle Italia-KTM - Nippo Vini Fantini Faizanè - Wanty-Groupe Gobert Equipos continentales (3)- D'Amico-UM Tools - IAM Excelsior - Sangemini-Trevigiani-MG.Kvis Equipos nacionales (2)- Italia - Suiza |
| |

## Clasificación final
Las clasificaciones finalizaron de la siguiente forma:
| \| Clasificación general \| Clasificación general \| Clasificación general \| Clasificación general \| Clasificación general \| \| Ciclista \| Ciclista \| Equipo \| Tiempo \| \| \| --------------------- \| --------------------- \| ----------------------------- \| --------------------- \| --------------------- \| \| 1.º \| Giovanni Visconti \| Neri Sottoli-Selle Italia-KTM \| 5 h 09 min 35 s \| \| \| 2.º \| Egan Bernal \| Team Ineos \| + 0 s \| \| \| 3.º \| Nicolai Cherkasov \| Gazprom-RusVelo \| + 0 s \| \| \| 4.º \| Pierpaolo Ficara \| Amore & Vita-Prodir \| + 13 s \| \| \| 5.º \| Davide Gabburo \| Neri Sottoli-Selle Italia-KTM \| + 51 s \| \| \| 6.º \| Edward Dunbar \| Team Ineos \| + 53 s \| \| \| 7.º \| Andrea Vendrame \| Androni Giocattoli-Sidermec \| + 58 s \| \| \| 8.º \| Merhawi Kudus \| Astana \| + 58 s \| \| \| 9.º \| Warren Barguil \| Arkéa-Samsic \| + 58 s \| \| \| 10.º \| Iván Rovni \| Gazprom-RusVelo \| + 58 s \| \| |                   |                               |                 |
| |                   |                               |                 |
| Fuente: ProCyclingStats |                   |                               |                 |
| Clasificación general |                   |                               |                 |
| Ciclista | Ciclista          | Equipo                        | Tiempo          |
| 1.º | Giovanni Visconti | Neri Sottoli-Selle Italia-KTM | 5 h 09 min 35 s |
| 2.º | Egan Bernal       | Team Ineos                    | + 0 s           |
| 3.º | Nicolai Cherkasov | Gazprom-RusVelo               | + 0 s           |
| 4.º | Pierpaolo Ficara  | Amore & Vita-Prodir           | + 13 s          |
| 5.º | Davide Gabburo    | Neri Sottoli-Selle Italia-KTM | + 51 s          |
| 6.º | Edward Dunbar     | Team Ineos                    | + 53 s          |
| 7.º | Andrea Vendrame   | Androni Giocattoli-Sidermec   | + 58 s          |
| 8.º | Merhawi Kudus     | Astana                        | + 58 s          |
| 9.º | Warren Barguil    | Arkéa-Samsic                  | + 58 s          |
| 10.º | Iván Rovni        | Gazprom-RusVelo               | + 58 s          |

## UCI World Ranking
El Giro de Toscana otorgó puntos para el UCI World Ranking para corredores de los equipos en las categorías UCI WorldTeam, Profesional Continental y Continental. Las siguientes tablas son el baremo de puntuación y los 10 corredores que obtuvieron más puntos:
| Posición   | 1.º | 2.º | 3.º | 4.º | 5.º | 6.º | 7.º | 8.º | 9.º | 10.º | 11.º | 12.º | 13.º-15.º | 16.º-25.º |
| Puntuación | 125 | 85  | 70  | 60  | 50  | 40  | 35  | 30  | 25  | 20   | 15   | 10   | 5         | 3         |

| Clasificación |                   |                               |        |
| Posición      | Ciclista          | Equipo                        | Puntos |
| ------------- | ----------------- | ----------------------------- | ------ |
| 1.º           | Giovanni Visconti | Neri Sottoli-Selle Italia-KTM | 125    |
| 2.º           | Egan Bernal       | INEOS                         | 85     |
| 3.º           | Nicolai Cherkasov | Gazprom-RusVelo               | 70     |
| 4.º           | Pierpaolo Ficara  | Amore & Vita-Prodir           | 60     |
| 5.º           | Davide Gabburo    | Neri Sottoli-Selle Italia-KTM | 50     |
| 6.º           | Edward Dunbar     | INEOS                         | 40     |
| 7.º           | Andrea Vendrame   | Androni Giocattoli-Sidermec   | 35     |
| 8.º           | Merhawi Kudus     | Astana                        | 30     |
| 9.º           | Warren Barguil    | Arkéa Samsic                  | 25     |
| 10.º          | Iván Rovni        | Gazprom-RusVelo               | 20     |